# Lars Abrahamsen
Lars Abrahamsen (født 24. juli 1953 i Aarhus) er en dansk billedhugger.
Han er uddannet fotograf ved fotograf Poul Pedersen samt billedkunstner fra Århus Kunstakademi. Lars Abrahamsen laver særligt skulpturer i træ, sten og bronze og har bl.a. udstillet på Sophienholm, Silkeborg Bad og Johannes Larsen Museet. Dertil er han en del af kunstnergruppen Den Fynske Forårsudstilling.